# Is There Anybody Out There? The Wall Live 1980–81
Is There Anybody Out There? The Wall Live 1980-81 este un album lansat de Pink Floyd în 2000 . Este o variantă live a albumului The Wall , produsă de James Guthrie și care conține melodii selectate din concertele trupei din August 1980 și Iunie 1981 de la Earls Court din Londra . Albumul a fost lansat pentru prima dată în Olanda de EMI Records pe 23 martie 2000 . EMI a lansat un număr limitat de exemplare și în Regatul Unit pe 27 Martie . Lansarea  internațională a albumului a urmat pe 18 Aprilie prin Columbia Records .
Concertele de promovare ale albumului The Wall au constat și în construirea unui zid pe scenă , în timpul primei părți a show-ului . Odată construit , membrii formației cântau în mici deschideri din zid , deasupra lui , în fața sau chiar în spatele zidului .

## Tracklist

### Disc 1
1. "MC: Atmos" (1:13)
2. "In The Flesh?" (3:00)
3. "The Thin Ice" (2:49)
4. "Another Brick in The Wall (Part I)" (4:13)
5. "The Happiest Days of Our Lives" (1:40)
6. "Another Brick in The Wall (PartII)" (6:19)
7. "Mother" (7:54)
8. "Goodbye Blue Sky" (3:15)
9. "Empty Spaces" (2:14)
10. "What Shall We Do Now?" (1:40)
11. "Young Lust" ( Waters , David Gilmour ) (5:17)
12. "One of My Turns" (3:41)
13. "Don't Leave Me Now" (4:08)
14. "Another Brick in The Wall (Part III)" (1:15)
15. "The Last Few Bricks" ( Waters , Gilmour ) (3:26)
16. "Goodbye Cruel World" (1:41)

### Disc 2
1. "Hey You" (4:55)
2. "Is There Anybody Out There?" (3:09)
3. "Nobody Home" (3:15)
4. "Vera" (1:27)
5. "Bring The Boys Back Home" (1:20)
6. "Comfortably Numb" ( Gilmour/Waters ) (7:26)
7. "The Show Must Go On" (2:35)
8. "MC: Atmos" (0:37)
9. "In The Flesh" (4:23)
10. "Run Like Hell" ( Gilmour , Waters ) (7:05)
11. "Waiting for The Worms" (4:14)
12. "Stop" (0:30)
13. "The Trial" ( Waters , Bob Ezrin ) (6:01)
14. "Outside The Wall" (4:27)

- Toate cântecele au fost scrise de Roger Waters cu excepția celor notate

## Single-uri
- "Young Lust" (2000)

## Componență
- David Gilmour - chitare electrice și acustice , voce , mandolină pe "Outside The Wall"
- Nick Mason - baterie , percuție , chitară acustică pe "Outside The Wall"
- Roger Waters - chitară bas , voce , chitară acustică , clarinet pe "Outside The Wall"
- Richard Wright - pian , orgă , sintetizator , voce , acordeon pe "Outside The Wall"